# Franz Christian Naunyn
Franz Christian Naunyn (né le 29 septembre 1799 à Drengfurth (de), arrondissement de Rastenburg (de), mort le 30 avril 1860 à Berlin) est bourgmestre-gouverneur de Berlin de 1848 à 1851.

## Biographie
Ce fils de l'ancien maire de Drengfurth suit des études de droit à l'université de Königsberg. Ensuite il travaille comme syndic pour des administrations prussiennes et de chemins de fer.
En 1844, il se fait élire au conseil municipal de Berlin présidé par Heinrich Wilhelm Krausnick avec l'espoir de lui succéder. Sa position libérale et son attachement à une constitution l'empêchent toutefois d'avoir la majorité conservatrice derrière lui.
Son soutien clair à la révolution de mars 1848 et sa participation active lors de l'audience avec Frédéric-Guillaume IV de Prusse le rendent populaire auprès des Berlinois. Il appelle alors au retrait des troupes. Après l'éviction de Krausnick, il reprend le poste de bourgmestre-gouverneur de Berlin de 1848 à 1850.
Lorsque les conservateurs reprennent le pouvoir, son siège est menacé. En 1850, Heinrich Wilhelm Krausnick redevient maire de Berlin.
Son fils Bernhard Naunyn sera médecin interne.